# Чернігів Авіафест
Чернігів Авіафест — авіаційне шоу, що проводиться на аеродромі Півці в Чернігові.

## 2017
У 2017 році авіашоу проходило 6 і 7 травня. В авіашоу приймало близько 20 легких поршневих літаки. Організаторами шоу виступили ТОВ “Чернігівська вища авіаційна школа” та ТОВ «Аеропорт «Чернігів-1».
Співорганізатор — Громадська організація «Всеукраїнське товариство «Кожен спроможен». ГО «Кожен спроможен» організувало виступи музичних колективів у рамках всеукраїнського туру.
На авіашоу були польоти на легких літаках для всіх бажаючих, змагання авіамоделістів на швидкість проходження маршруту, картинг від Картинг-центру «Картодром» (Чернігів), стрибки парашутистів, дрон-рейсінг та польоти на мотодельтаплані. Дітям та учасникам АТО вхід був вільний.
Через проведення Євробачення-2017 деяким приватним літакам було заборонено приліт до Чернігова, тому прилетіло лише 14 літаків із 32 запрошених. Вони прилетіли із Дніпра, Харкова, Києва та Коломиї. З недоліків ще було те, що було дуже незручно добиратися до аеродрому. Він знаходиться на півночі Чернігова, за приватним сектором, куди маршрутки рідко їздять. Крім того, до самого авіашоу треба ще пройти близько 1 км пішки. В перший день, 6 травня, відвідувачів було набагато більше, як і запланованих заходів.
На авіашоу були літаки Ан-2, CT Supraligh, Aeroprakt А-36, Aerospool Advantic WT10, Piper Cherokee 140-D, Cessna 172 та інші моделі літаків.

## Галерея

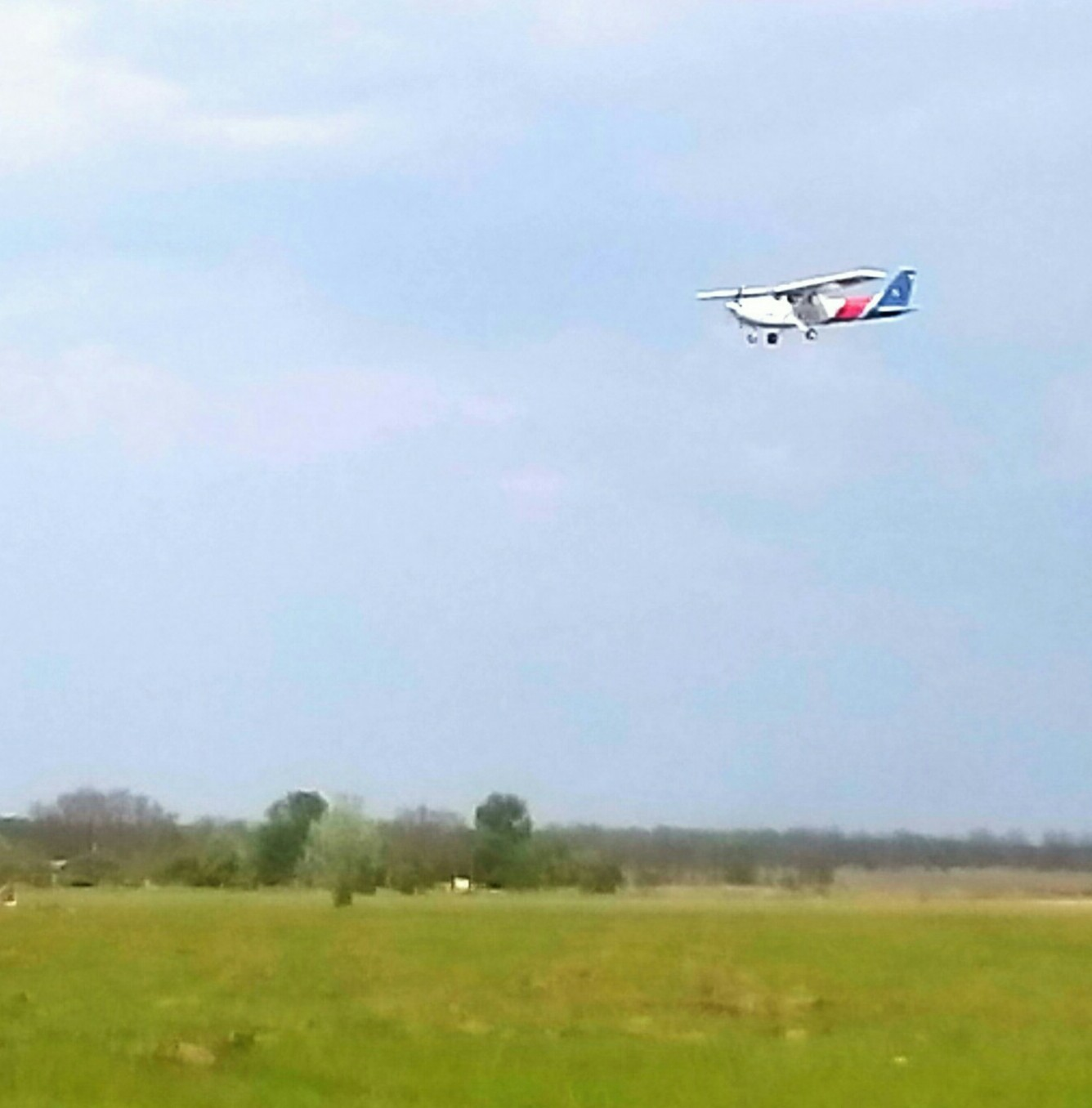
Літак заходить на посадку
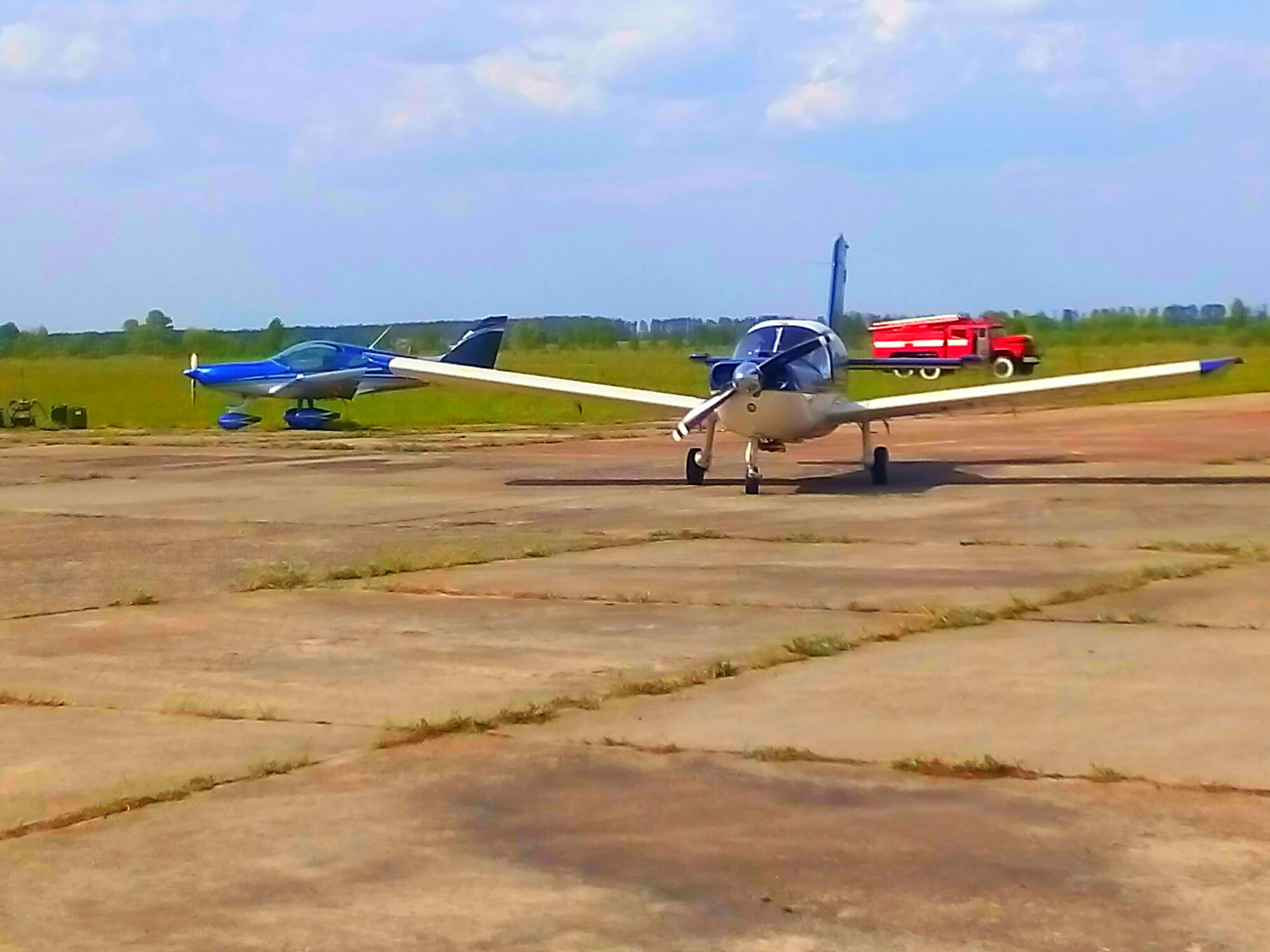
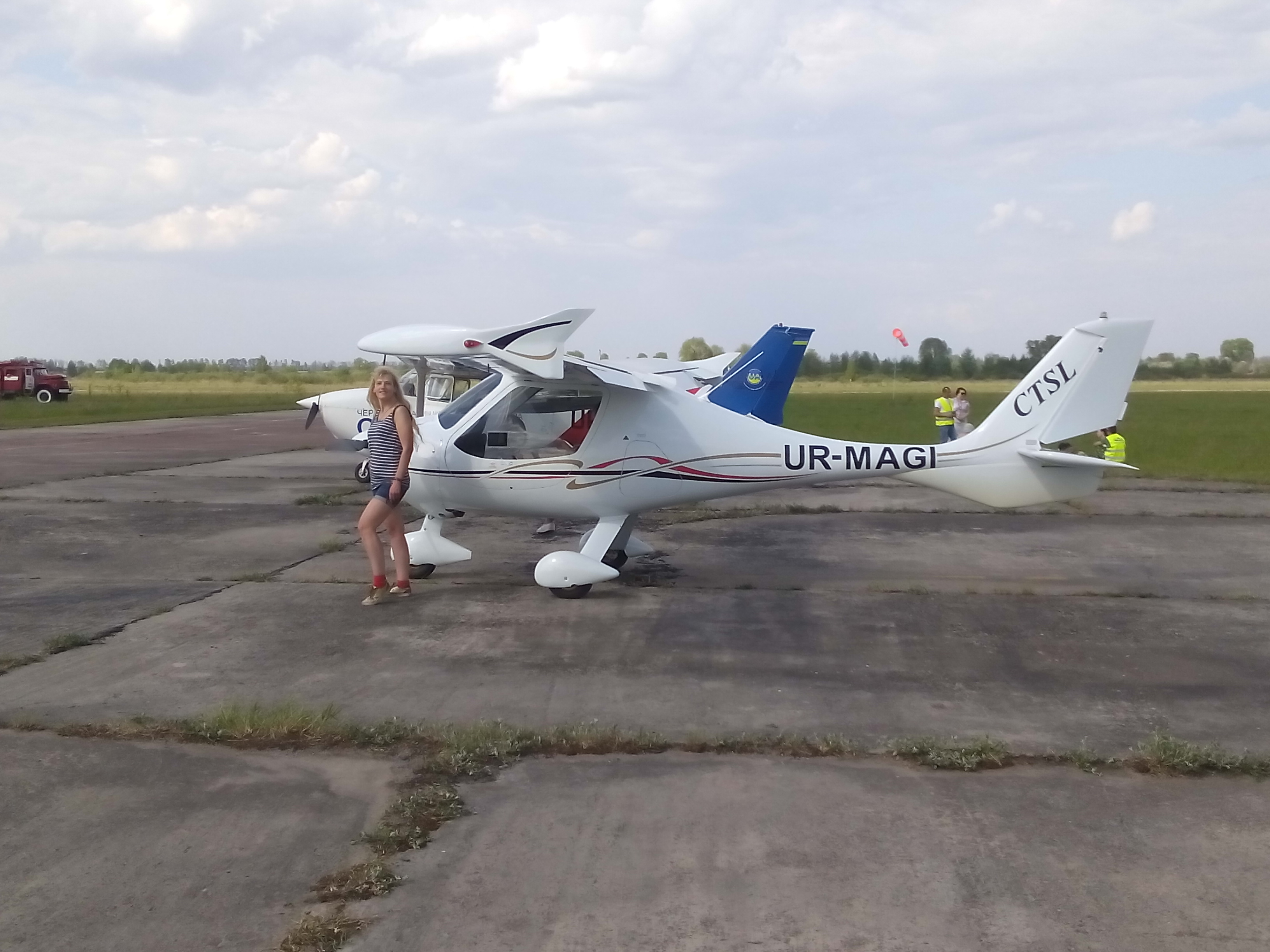
Літак CT Supraligh на аеродромі у Півцях
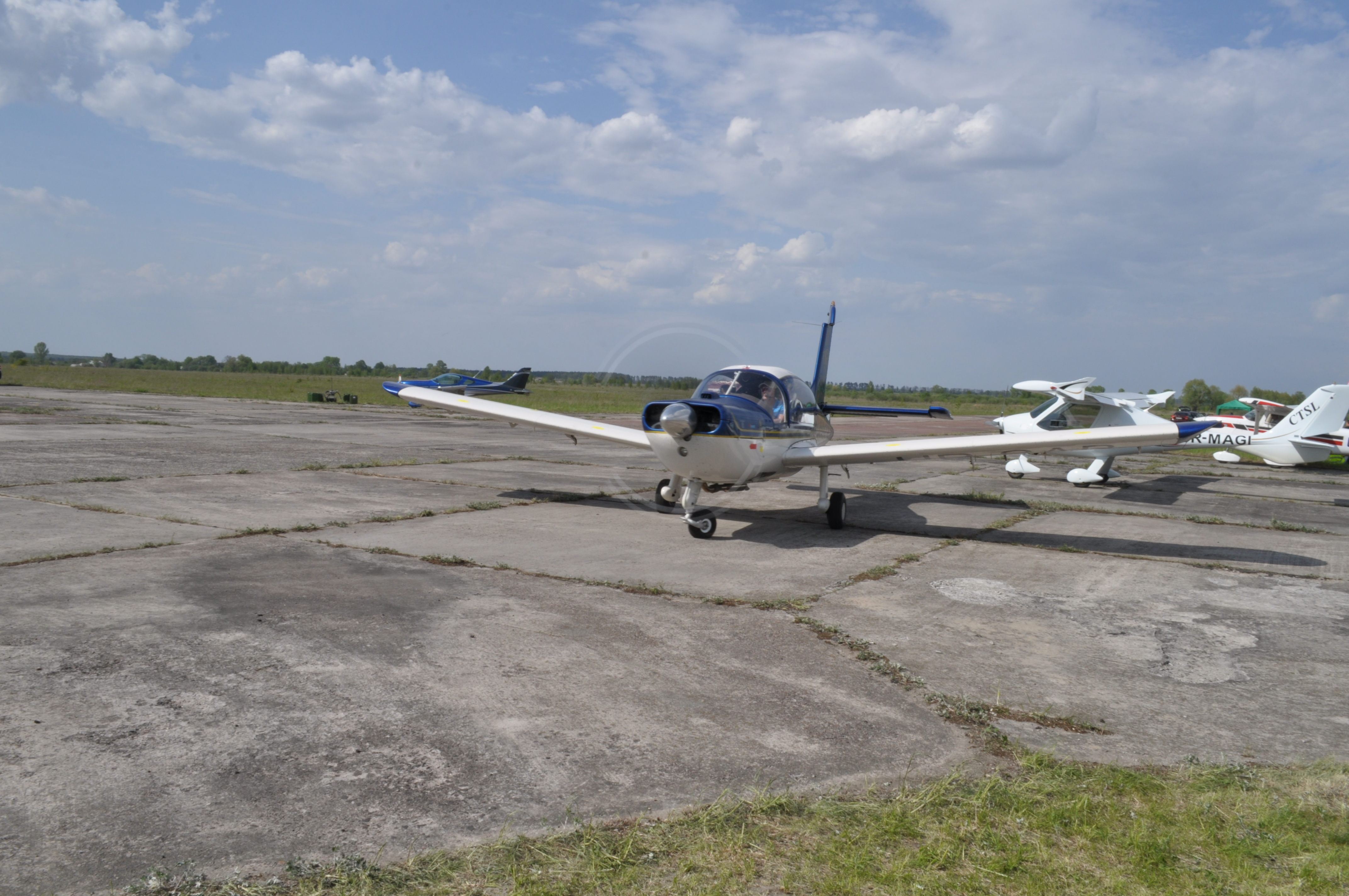
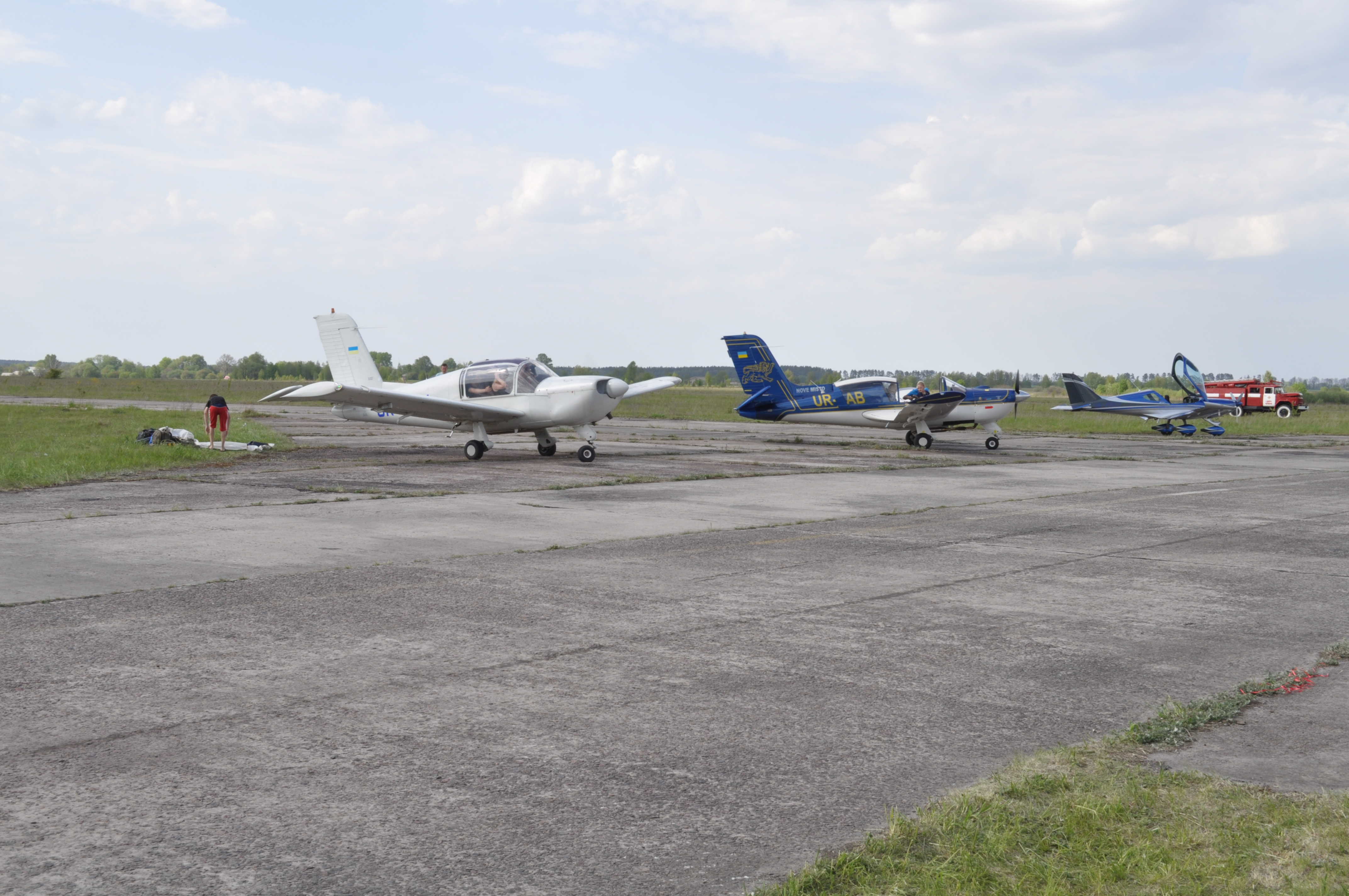
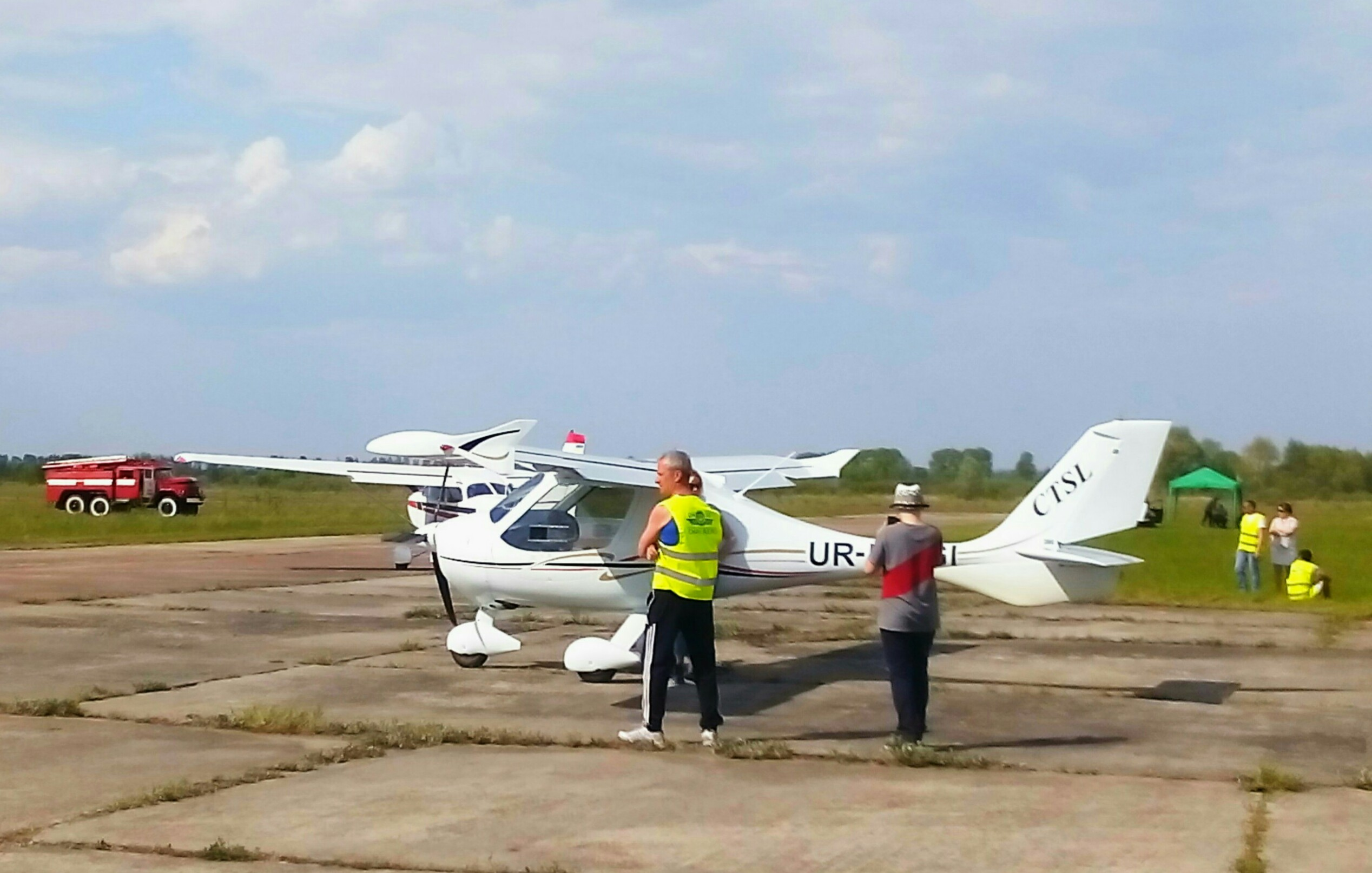
Літак CT Supraligh на аеродромі у Півцях
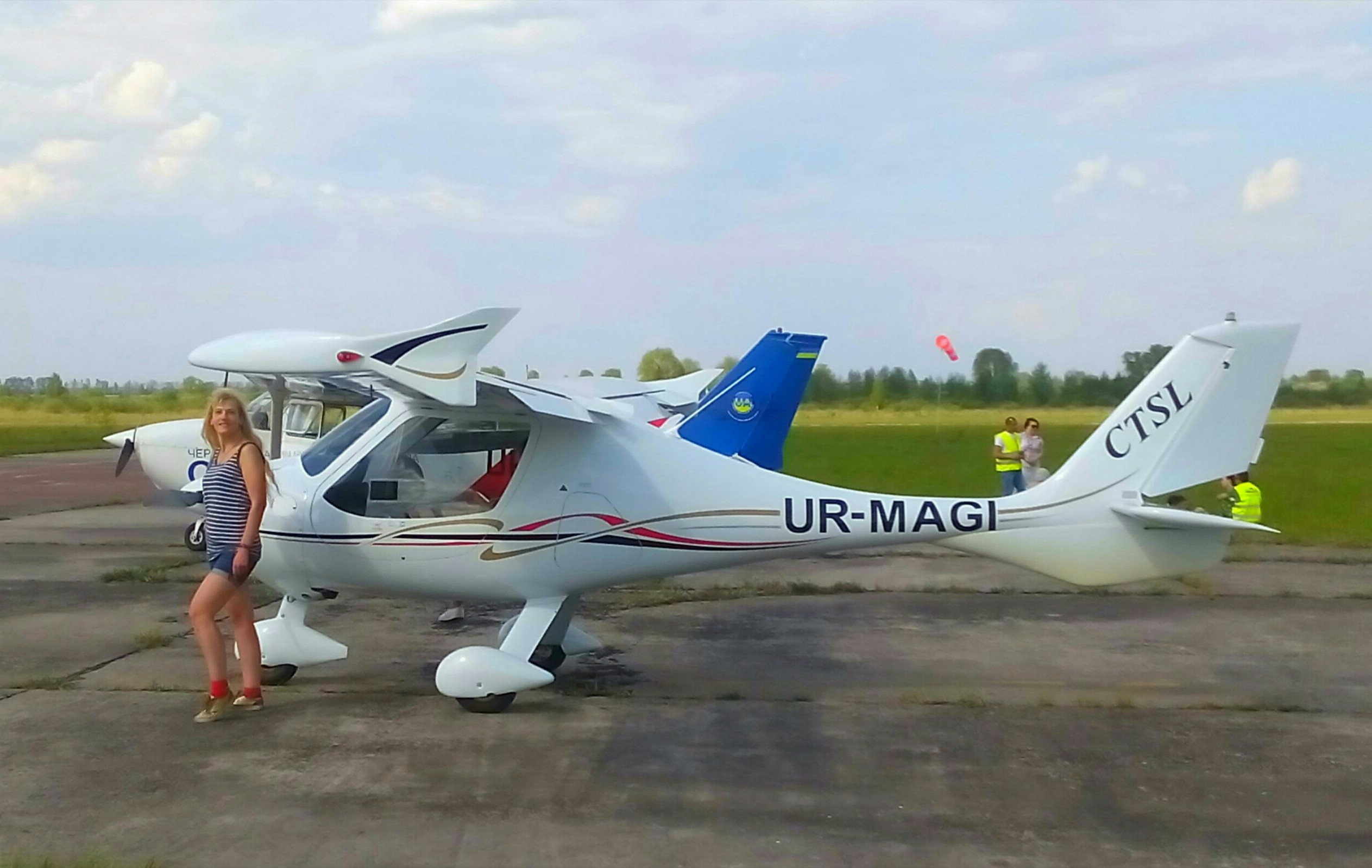
Літак CT Supraligh на аеродромі у Півцях
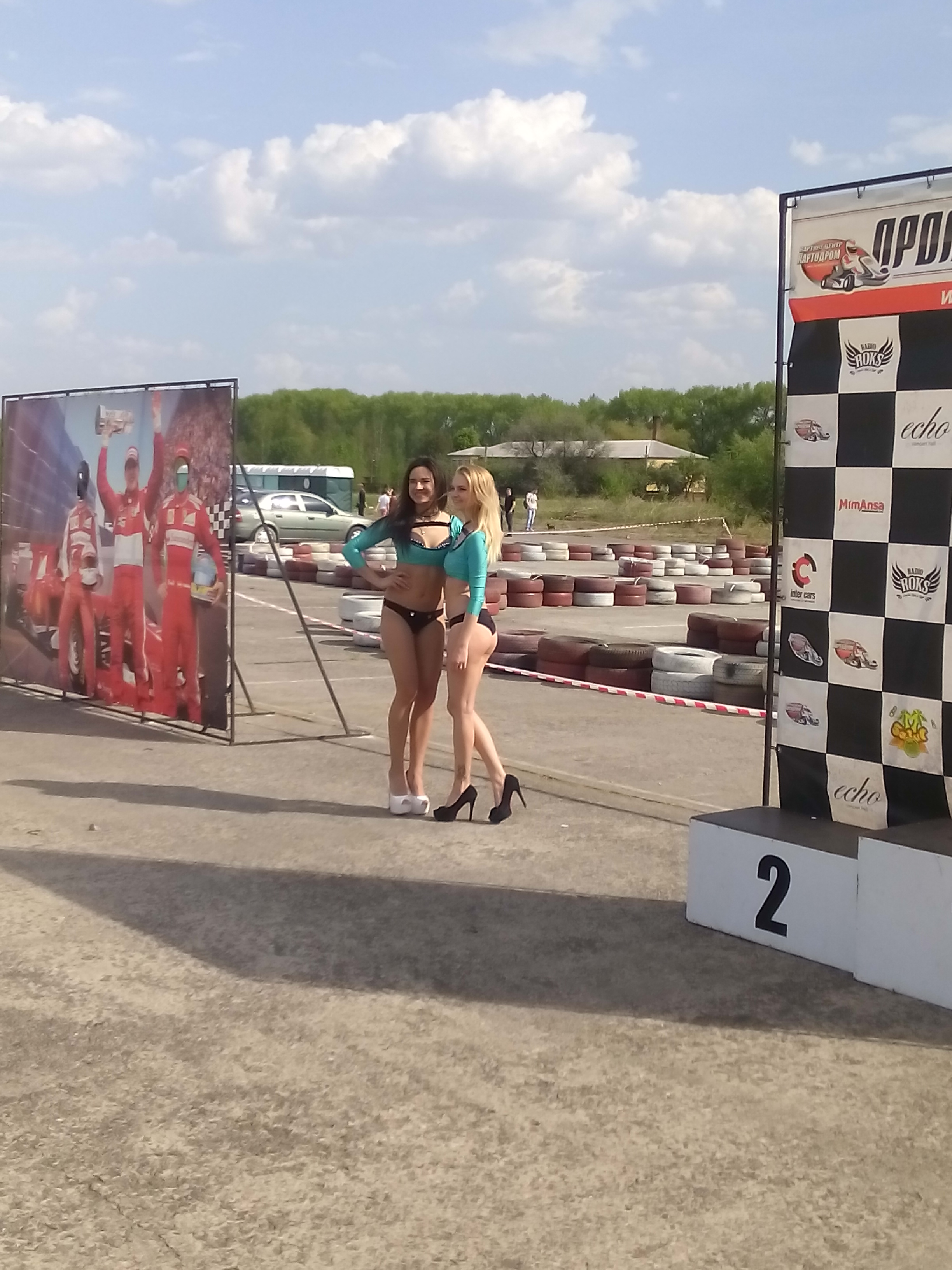
Піджейки